# Nuria Millán
Nuria Millán (también conocida por su nombre real, Aida Sola; Elche, 16 de junio de 1994), es una actriz pornográfica española.

## Biografía
Nacida en Elche el 16 de junio de 1994, tiene el título de enfermería y estuvo trabajando en Irlanda de enfermera hasta que volvió a España. En 2023 tuvo su primer contacto con la industria pornográfica, cuando su novio le animó a crear una cuenta de OnlyFans.
Sus primeros trabajos con productoras fueron en España de la mano de Faking, pero pronto empezó a trabajar con distribuidoras extranjeras. Su primera escena internacional fue con Pierre Woodman en Woodman Casting. A parte de con Woodman y Fakings, ha trabajado también con más productoras europeas y estadounidenses, como AnalVids, Private, Evil Angel, Bangbros, Fakehub, Public Bang, Premium Bukkake, iStripper y Vipissy.

## Reconocimientos
En 2023, Nuria Millán estuvo presente en la AVN_Adult_Entertainment_Expo, como una de las actrices que estuvo en el stand de Lover Fans. Esa misma semana fue invitada a la gala de entrega de Premios AVN y a la gala de entrega de premios XBIZ Europe, y recibió el premio a la chica del mes en la web LoverFans. En 2025 estuvo entre los candidatos a los premios ManyVids 2025 como creadora del año y fue ganadora del premio a mejor performer femenina en los Darkfans Awards 2025.
Durante su carrera ha realizado varias entrevistas a varios medios contando su vida personal y su experiencia en el mundo de en la industria pornográfica, entre ellos a La gaceta uncut y a OnlyTops. También ha sido mencionada en varias páginas de noticias pornográfica como Orgasmatrix o Jaque mate ateos. En 2023 realizó un video con Mucho Elche, que era parodia del vídeo de Aupa Athletic, el cual tuvo repercusión en las redes sociales.

## Cine comercial
Nuria Millán participa con su nombre real, Aida Sola, en la primera temporada de la serie Forces of Nature, la cuál va a ser estrenada en 2025.

## Premios y nominaciones
| Año  | Ceremonia | Resultado | Premio                | Trabajo |
| ---- | --------- | --------- | --------------------- | ------- |
| 2023 | LoverFans | Ganadora  | Chica del mes         | —       |
| 2025 | ManyVids  | Nominada  | Creadora del año      | —       |
| 2025 | Darkfans  | Ganadora  | Best Female Performer | —       |